# Torneo di Wimbledon 2016 - Qualificazioni singolare maschile
Le qualificazioni del singolare maschile del Torneo di Wimbledon 2016 sono state un torneo di tennis preliminare per accedere alla fase finale della manifestazione. I vincitori dell'ultimo turno sono entrati di diritto nel tabellone principale. In caso di ritiro di uno o più giocatori aventi diritto a questi sono subentrati i lucky loser, ossia i giocatori che hanno perso nell'ultimo turno ma che avevano una classifica più alta rispetto agli altri partecipanti che avevano comunque perso nel turno finale.
I primi due turni di qualificazioni sono stati giocati al meglio di 2 set su 3, mentre l'ultimo turno si è giocato al meglio di 3 set su 5.

## Teste di serie
1. Karen Chačanov (ultimo turno)
2. Adam Pavlásek (ultimo turno)
3. Nikoloz Basilašvili (secondo turno)
4. Yūichi Sugita (primo turno)
5. Konstantin Kravčuk (primo turno)
6. Bjorn Fratangelo (qualificato)
7. Andrej Martin (primo turno)
8. Thomas Fabbiano (ultimo turno)
9. Igor Sijsling (qualificato)
10. Michael Berrer (secondo turno)
11. Lukáš Lacko (qualificato)
12. Yoshihito Nishioka (qualificato)
13. Gerald Melzer (ultimo turno)
14. Tim Smyczek (secondo turno)
15. Radu Albot (qualificato)
16. Thiemo de Bakker (primo turno)

1. Daniel Muñoz de la Nava (secondo turno)
2. Thiago Monteiro (primo turno)
3. Jozef Kovalík (ultimo turno)
4. Mirza Bašić (primo turno)
5. Daniel Brands (ultimo turno)
6. Austin Krajicek (ultimo turno)
7. Tobias Kamke (ultimo turno)
8. Marco Chiudinelli (primo turno)
9. Kenny de Schepper (secondo turno)
10. Máximo González (primo turno)
11. Guido Andreozzi (primo turno)
12. Dennis Novikov (qualificato)
13. Quentin Halys (ultimo turno)
14. Saketh Myneni (primo turno)
15. Vincent Millot (secondo turno)
16. Marco Trungelliti (primo turno)

## Qualificati
1. Matthew Barton
2. Alexander Kudryavtsev
3. Tristan Lamasine
4. Marcus Willis
5. Ruben Bemelmans
6. Bjorn Fratangelo
7. Luke Saville
8. Marius Copil

1. Igor Sijsling
2. Albano Olivetti
3. Lukáš Lacko
4. Yoshihito Nishioka
5. Franko Škugor
6. Dennis Novikov
7. Radu Albot
8. Édouard Roger-Vasselin

## Tabellone qualificazioni

### Legenda
| - Q = Qualificato - WC = Wild card - LL = Lucky loser | - ALT = Alternate - SE = Special Exempt - PR = Protected Ranking | - w/o = Walkover - r = Ritirato - d = Squalificato |

### Sezione 1
|  | Primo turno         | Primo turno         | Primo turno         | Primo turno         | Primo turno         | Primo turno | Primo turno |  |  | Secondo turno       | Secondo turno       | Secondo turno       | Secondo turno       | Secondo turno   | Secondo turno | Secondo turno |   |   | Terzo turno    | Terzo turno    | Terzo turno    | Terzo turno | Terzo turno | Terzo turno | Terzo turno |  |
|  |                     |                     |                     |                     |                     |             |             |  |  |                     |                     |                     |                     |                 |               |               |   |   |                |                |                |             |             |             |             |  |
|  | 1                   | Karen Chačanov      | Karen Chačanov      | Karen Chačanov      | Karen Chačanov      | 6           | 6           |  |  |                     |                     |                     |                     |                 |               |               |   |   |                |                |                |             |             |             |             |  |
|  |                     | Bai Yan             | Bai Yan             | Bai Yan             | Bai Yan             | 3           | 4           |  |  | Karen Chačanov      | Karen Chačanov      | Karen Chačanov      | Karen Chačanov      | 64              | 6             | 9             |   |   |                |                |                |             |             |             |             |  |
|  | David Pérez Sanz    | David Pérez Sanz    | David Pérez Sanz    | David Pérez Sanz    | David Pérez Sanz    | 64          | 4           |  |  | Enrique López-Pérez | Enrique López-Pérez | Enrique López-Pérez | Enrique López-Pérez | 7               | 4             | 7             |   |   |                |                |                |             |             |             |             |  |
|  | Enrique López-Pérez | Enrique López-Pérez | Enrique López-Pérez | Enrique López-Pérez | Enrique López-Pérez | 7           | 6           |  |  |                     |                     |                     |                     |                 |               |               |   |   | Karen Chačanov | Karen Chačanov | Karen Chačanov | 6(1)        | 7           | 2           | 3           |  |
|  | Constant Lestienne  | Constant Lestienne  | Constant Lestienne  | Constant Lestienne  | Constant Lestienne  | 4           | 63          |  |  |                     |                     | Matthew Barton      | Matthew Barton      | Matthew Barton  | 7             | 6(1)          | 6 | 6 |                |                |                |             |             |             |             |  |
|  | Marcelo Arévalo     | Marcelo Arévalo     | Marcelo Arévalo     | Marcelo Arévalo     | Marcelo Arévalo     | 6           | 7           |  |  | Marcelo Arévalo     | Marcelo Arévalo     | Marcelo Arévalo     | Marcelo Arévalo     | Marcelo Arévalo | 3             | 4             |   |   |                |                |                |             |             |             |             |  |
|  |                     | Matthew Barton      | Matthew Barton      | Matthew Barton      | 6(0)                | 6           | 8           |  |  | Matthew Barton      | Matthew Barton      | Matthew Barton      | Matthew Barton      | Matthew Barton  | 6             | 6             |   |   |                |                |                |             |             |             |             |  |
|  | 32                  | Marco Trungelliti   | Marco Trungelliti   | Marco Trungelliti   | 7                   | 4           | 6           |  |  |                     |                     |                     |                     |                 |               |               |   |   |                |                |                |             |             |             |             |  |

### Sezione 2
|  | Primo turno      | Primo turno           | Primo turno           | Primo turno           | Primo turno      | Primo turno | Primo turno |  |  | Secondo turno         | Secondo turno         | Secondo turno         | Secondo turno         | Secondo turno         | Secondo turno         | Secondo turno |   |   | Terzo turno   | Terzo turno   | Terzo turno   | Terzo turno   | Terzo turno | Terzo turno | Terzo turno |  |
|  |                  |                       |                       |                       |                  |             |             |  |  |                       |                       |                       |                       |                       |                       |               |   |   |               |               |               |               |             |             |             |  |
|  | 2                | Adam Pavlásek         | Adam Pavlásek         | Adam Pavlásek         | Adam Pavlásek    | 7           | 7           |  |  |                       |                       |                       |                       |                       |                       |               |   |   |               |               |               |               |             |             |             |  |
|  |                  | Henri Laaksonen       | Henri Laaksonen       | Henri Laaksonen       | Henri Laaksonen  | 5           | 5           |  |  | Adam Pavlásek         | Adam Pavlásek         | Adam Pavlásek         | Adam Pavlásek         | Adam Pavlásek         | 6                     | 6             |   |   |               |               |               |               |             |             |             |  |
|  | Darian King      | Darian King           | Darian King           | Darian King           | 1                | 6           | 10          |  |  | Darian King           | Darian King           | Darian King           | Darian King           | Darian King           | 3                     | 4             |   |   |               |               |               |               |             |             |             |  |
|  | Chen Ti          | Chen Ti               | Chen Ti               | Chen Ti               | 6                | 4           | 8           |  |  |                       |                       |                       |                       |                       |                       |               |   |   | Adam Pavlásek | Adam Pavlásek | Adam Pavlásek | Adam Pavlásek | 3           | 2           | 1           |  |
|  | Daniel Nguyen    | Daniel Nguyen         | Daniel Nguyen         | Daniel Nguyen         | Daniel Nguyen    | 6           | 6           |  |  |                       |                       | Alexander Kudryavtsev | Alexander Kudryavtsev | Alexander Kudryavtsev | Alexander Kudryavtsev | 6             | 6 | 6 |               |               |               |               |             |             |             |  |
|  | Márton Fucsovics | Márton Fucsovics      | Márton Fucsovics      | Márton Fucsovics      | Márton Fucsovics | 3           | 3           |  |  | Daniel Nguyen         | Daniel Nguyen         | Daniel Nguyen         | Daniel Nguyen         | Daniel Nguyen         | 4                     | 3             |   |   |               |               |               |               |             |             |             |  |
|  |                  | Alexander Kudryavtsev | Alexander Kudryavtsev | Alexander Kudryavtsev | 7                | 3           | 6           |  |  | Alexander Kudryavtsev | Alexander Kudryavtsev | Alexander Kudryavtsev | Alexander Kudryavtsev | Alexander Kudryavtsev | 6                     | 6             |   |   |               |               |               |               |             |             |             |  |
|  | 24               | Marco Chiudinelli     | Marco Chiudinelli     | Marco Chiudinelli     | 5                | 6           | 3           |  |  |                       |                       |                       |                       |                       |                       |               |   |   |               |               |               |               |             |             |             |  |

### Sezione 3
|  | Primo turno           | Primo turno           | Primo turno           | Primo turno           | Primo turno           | Primo turno | Primo turno |  |  | Secondo turno       | Secondo turno       | Secondo turno       | Secondo turno       | Secondo turno    | Secondo turno    | Secondo turno |   |   | Terzo turno    | Terzo turno    | Terzo turno    | Terzo turno    | Terzo turno | Terzo turno | Terzo turno |  |
|  |                       |                       |                       |                       |                       |             |             |  |  |                     |                     |                     |                     |                  |                  |               |   |   |                |                |                |                |             |             |             |  |
|  | 3                     | Nikoloz Basilašvili   | Nikoloz Basilašvili   | Nikoloz Basilašvili   | Nikoloz Basilašvili   | 6           | 6           |  |  |                     |                     |                     |                     |                  |                  |               |   |   |                |                |                |                |             |             |             |  |
|  |                       | Denys Molčanov        | Denys Molčanov        | Denys Molčanov        | Denys Molčanov        | 2           | 1           |  |  | Nikoloz Basilašvili | Nikoloz Basilašvili | Nikoloz Basilašvili | Nikoloz Basilašvili | 5                | 6                | 5             |   |   |                |                |                |                |             |             |             |  |
|  | Mohamed Safwat        | Mohamed Safwat        | Mohamed Safwat        | Mohamed Safwat        | Mohamed Safwat        | 6           | 6           |  |  | Mohamed Safwat      | Mohamed Safwat      | Mohamed Safwat      | Mohamed Safwat      | 7                | 3                | 7             |   |   |                |                |                |                |             |             |             |  |
|  | Tomás Lipovsek Puches | Tomás Lipovsek Puches | Tomás Lipovsek Puches | Tomás Lipovsek Puches | Tomás Lipovsek Puches | 3           | 2           |  |  |                     |                     |                     |                     |                  |                  |               |   |   | Mohamed Safwat | Mohamed Safwat | Mohamed Safwat | Mohamed Safwat | 3           | 5           | 5           |  |
|  | Grega Žemlja          | Grega Žemlja          | Grega Žemlja          | Grega Žemlja          | 6                     | 6(0)        | 6           |  |  |                     |                     | Tristan Lamasine    | Tristan Lamasine    | Tristan Lamasine | Tristan Lamasine | 6             | 7 | 7 |                |                |                |                |             |             |             |  |
|  | Luca Vanni            | Luca Vanni            | Luca Vanni            | Luca Vanni            | 3                     | 7           | 3           |  |  | Grega Žemlja        | Grega Žemlja        | Grega Žemlja        | Grega Žemlja        | Grega Žemlja     | 65               | 3             |   |   |                |                |                |                |             |             |             |  |
|  |                       | Tristan Lamasine      | Tristan Lamasine      | Tristan Lamasine      | 4                     | 7           | 6           |  |  | Tristan Lamasine    | Tristan Lamasine    | Tristan Lamasine    | Tristan Lamasine    | Tristan Lamasine | 7                | 6             |   |   |                |                |                |                |             |             |             |  |
|  | 30                    | Saketh Myneni         | Saketh Myneni         | Saketh Myneni         | 6                     | 62          | 1           |  |  |                     |                     |                     |                     |                  |                  |               |   |   |                |                |                |                |             |             |             |  |

### Sezione 4
|  | Primo turno          | Primo turno          | Primo turno          | Primo turno          | Primo turno          | Primo turno | Primo turno |  |  | Secondo turno   | Secondo turno   | Secondo turno   | Secondo turno   | Secondo turno   | Secondo turno | Secondo turno |   |   | Terzo turno   | Terzo turno   | Terzo turno   | Terzo turno | Terzo turno | Terzo turno | Terzo turno |  |
|  |                      |                      |                      |                      |                      |             |             |  |  |                 |                 |                 |                 |                 |               |               |   |   |               |               |               |             |             |             |             |  |
|  | 4                    | Yūichi Sugita        | Yūichi Sugita        | Yūichi Sugita        | 6                    | 4           | 1           |  |  |                 |                 |                 |                 |                 |               |               |   |   |               |               |               |             |             |             |             |  |
|  | WC                   | Marcus Willis        | Marcus Willis        | Marcus Willis        | 1                    | 6           | 6           |  |  | Marcus Willis   | Marcus Willis   | Marcus Willis   | Marcus Willis   | Marcus Willis   | 7             | 6             |   |   |               |               |               |             |             |             |             |  |
|  | Alexander Sarkissian | Alexander Sarkissian | Alexander Sarkissian | Alexander Sarkissian | Alexander Sarkissian | 1           | 4           |  |  | Andrey Rublev   | Andrey Rublev   | Andrey Rublev   | Andrey Rublev   | Andrey Rublev   | 5             | 4             |   |   |               |               |               |             |             |             |             |  |
|  | Andrej Rublëv        | Andrej Rublëv        | Andrej Rublëv        | Andrej Rublëv        | Andrej Rublëv        | 6           | 6           |  |  |                 |                 |                 |                 |                 |               |               |   |   | Marcus Willis | Marcus Willis | Marcus Willis | 3           | 7           | 6           | 6           |  |
|  | Daniil Medvedev      | Daniil Medvedev      | Daniil Medvedev      | Daniil Medvedev      | Daniil Medvedev      | 6           | 6           |  |  |                 |                 | Daniil Medvedev | Daniil Medvedev | Daniil Medvedev | 6             | 5             | 3 | 4 |               |               |               |             |             |             |             |  |
|  | Stefan Kozlov        | Stefan Kozlov        | Stefan Kozlov        | Stefan Kozlov        | Stefan Kozlov        | 2           | 2           |  |  | Daniil Medvedev | Daniil Medvedev | Daniil Medvedev | Daniil Medvedev | Daniil Medvedev | 6             | 6             |   |   |               |               |               |             |             |             |             |  |
|  |                      | Peter Gojowczyk      | Peter Gojowczyk      | Peter Gojowczyk      | 4                    | 6           | 1           |  |  | Vincent Millot  | Vincent Millot  | Vincent Millot  | Vincent Millot  | Vincent Millot  | 4             | 2             |   |   |               |               |               |             |             |             |             |  |
|  | 31                   | Vincent Millot       | Vincent Millot       | Vincent Millot       | 6                    | 3           | 6           |  |  |                 |                 |                 |                 |                 |               |               |   |   |               |               |               |             |             |             |             |  |

### Sezione 5
|  | Primo turno         | Primo turno              | Primo turno              | Primo turno              | Primo turno              | Primo turno | Primo turno |  |  | Secondo turno            | Secondo turno            | Secondo turno            | Secondo turno            | Secondo turno       | Secondo turno | Secondo turno |   |   | Terzo turno     | Terzo turno     | Terzo turno | Terzo turno | Terzo turno | Terzo turno | Terzo turno |  |
|  |                     |                          |                          |                          |                          |             |             |  |  |                          |                          |                          |                          |                     |               |               |   |   |                 |                 |             |             |             |             |             |  |
|  | 5                   | Konstantin Kravčuk       | Konstantin Kravčuk       | Konstantin Kravčuk       | Konstantin Kravčuk       | 3           | 65          |  |  |                          |                          |                          |                          |                     |               |               |   |   |                 |                 |             |             |             |             |             |  |
|  |                     | Adrián Menéndez Maceiras | Adrián Menéndez Maceiras | Adrián Menéndez Maceiras | Adrián Menéndez Maceiras | 6           | 7           |  |  | Adrián Menéndez Maceiras | Adrián Menéndez Maceiras | Adrián Menéndez Maceiras | Adrián Menéndez Maceiras | 6                   | 3             | 9             |   |   |                 |                 |             |             |             |             |             |  |
|  | Ruben Bemelmans     | Ruben Bemelmans          | Ruben Bemelmans          | Ruben Bemelmans          | Ruben Bemelmans          | 6           | 6           |  |  | Ruben Bemelmans          | Ruben Bemelmans          | Ruben Bemelmans          | Ruben Bemelmans          | 4                   | 6             | 11            |   |   |                 |                 |             |             |             |             |             |  |
|  | Amir Weintraub      | Amir Weintraub           | Amir Weintraub           | Amir Weintraub           | Amir Weintraub           | 3           | 2           |  |  |                          |                          |                          |                          |                     |               |               |   |   | Ruben Bemelmans | Ruben Bemelmans | 6           | 6           | 62          | 4           | 6           |  |
|  | Ramkumar Ramanathan | Ramkumar Ramanathan      | Ramkumar Ramanathan      | Ramkumar Ramanathan      | 7                        | 62          | 6           |  |  |                          |                          | Daniel Brands            | Daniel Brands            | 1                   | 4             | 7             | 6 | 3 |                 |                 |             |             |             |             |             |  |
|  | Marek Michalička    | Marek Michalička         | Marek Michalička         | Marek Michalička         | 5                        | 7           | 4           |  |  | Ramkumar Ramanathan      | Ramkumar Ramanathan      | Ramkumar Ramanathan      | Ramkumar Ramanathan      | Ramkumar Ramanathan | 65            | 63            |   |   |                 |                 |             |             |             |             |             |  |
|  |                     | Miša Zverev              | Miša Zverev              | Miša Zverev              | Miša Zverev              | 4           | 63          |  |  | Daniel Brands            | Daniel Brands            | Daniel Brands            | Daniel Brands            | Daniel Brands       | 7             | 7             |   |   |                 |                 |             |             |             |             |             |  |
|  | 21                  | Daniel Brands            | Daniel Brands            | Daniel Brands            | Daniel Brands            | 6           | 7           |  |  |                          |                          |                          |                          |                     |               |               |   |   |                 |                 |             |             |             |             |             |  |

### Sezione 6
|  | Primo turno | Primo turno          | Primo turno          | Primo turno          | Primo turno      | Primo turno | Primo turno |  |  | Secondo turno    | Secondo turno    | Secondo turno    | Secondo turno    | Secondo turno   | Secondo turno | Secondo turno |   |   | Terzo turno      | Terzo turno      | Terzo turno      | Terzo turno | Terzo turno | Terzo turno | Terzo turno |  |
|  |             |                      |                      |                      |                  |             |             |  |  |                  |                  |                  |                  |                 |               |               |   |   |                  |                  |                  |             |             |             |             |  |
|  | 6           | Bjorn Fratangelo     | Bjorn Fratangelo     | Bjorn Fratangelo     | Bjorn Fratangelo | 6           | 7           |  |  |                  |                  |                  |                  |                 |               |               |   |   |                  |                  |                  |             |             |             |             |  |
|  |             | Ryan Harrison        | Ryan Harrison        | Ryan Harrison        | Ryan Harrison    | 4           | 5           |  |  | Bjorn Fratangelo | Bjorn Fratangelo | Bjorn Fratangelo | Bjorn Fratangelo | 69              | 6             | 6             |   |   |                  |                  |                  |             |             |             |             |  |
|  | Axel Michon | Axel Michon          | Axel Michon          | Axel Michon          | Axel Michon      | 7           | 6           |  |  | Axel Michon      | Axel Michon      | Axel Michon      | Axel Michon      | 7               | 1             | 2             |   |   |                  |                  |                  |             |             |             |             |  |
|  | Jürgen Zopp | Jürgen Zopp          | Jürgen Zopp          | Jürgen Zopp          | Jürgen Zopp      | 65          | 4           |  |  |                  |                  |                  |                  |                 |               |               |   |   | Bjorn Fratangelo | Bjorn Fratangelo | Bjorn Fratangelo | 6           | 6           | 5           | 6           |  |
|  | WC          | Joe Salisbury        | Joe Salisbury        | Joe Salisbury        | 4                | 7           | 6           |  |  |                  |                  | Austin Krajicek  | Austin Krajicek  | Austin Krajicek | 3             | 1             | 7 | 3 |                  |                  |                  |             |             |             |             |  |
|  |             | Alessandro Giannessi | Alessandro Giannessi | Alessandro Giannessi | 6                | 63          | 3           |  |  | Joe Salisbury    | Joe Salisbury    | Joe Salisbury    | Joe Salisbury    | 4               | 6             | 3             |   |   |                  |                  |                  |             |             |             |             |  |
|  |             | John-Patrick Smith   | John-Patrick Smith   | John-Patrick Smith   | 2                | 6           | 9           |  |  | Austin Krajicek  | Austin Krajicek  | Austin Krajicek  | Austin Krajicek  | 6               | 3             | 6             |   |   |                  |                  |                  |             |             |             |             |  |
|  | 22          | Austin Krajicek      | Austin Krajicek      | Austin Krajicek      | 6                | 3           | 11          |  |  |                  |                  |                  |                  |                 |               |               |   |   |                  |                  |                  |             |             |             |             |  |

### Sezione 7
|  | Primo turno        | Primo turno        | Primo turno        | Primo turno        | Primo turno        | Primo turno | Primo turno |  |  | Secondo turno      | Secondo turno      | Secondo turno      | Secondo turno      | Secondo turno      | Secondo turno | Secondo turno |   |   | Terzo turno        | Terzo turno        | Terzo turno | Terzo turno | Terzo turno | Terzo turno | Terzo turno |  |
|  |                    |                    |                    |                    |                    |             |             |  |  |                    |                    |                    |                    |                    |               |               |   |   |                    |                    |             |             |             |             |             |  |
|  | 7                  | Andrej Martin      | Andrej Martin      | Andrej Martin      | Andrej Martin      | 6(0)        | 5           |  |  |                    |                    |                    |                    |                    |               |               |   |   |                    |                    |             |             |             |             |             |  |
|  |                    | Pere Riba          | Pere Riba          | Pere Riba          | Pere Riba          | 7           | 7           |  |  | Pere Riba          | Pere Riba          | Pere Riba          | Pere Riba          | Pere Riba          | 4             | 5             |   |   |                    |                    |             |             |             |             |             |  |
|  |                    | Artem Smyrnov      | Artem Smyrnov      | Artem Smyrnov      | Artem Smyrnov      | 3           | 1           |  |  | Matthias Bachinger | Matthias Bachinger | Matthias Bachinger | Matthias Bachinger | Matthias Bachinger | 6             | 7             |   |   |                    |                    |             |             |             |             |             |  |
|  | PR                 | Matthias Bachinger | Matthias Bachinger | Matthias Bachinger | Matthias Bachinger | 6           | 6           |  |  |                    |                    |                    |                    |                    |               |               |   |   | Matthias Bachinger | Matthias Bachinger | 4           | 6           | 6           | 6(1)        | 4           |  |
|  | Luke Saville       | Luke Saville       | Luke Saville       | Luke Saville       | 6                  | 4           | 6           |  |  |                    |                    | Luke Saville       | Luke Saville       | 6                  | 3             | 2             | 7 | 6 |                    |                    |             |             |             |             |             |  |
|  | Oriol Roca Batalla | Oriol Roca Batalla | Oriol Roca Batalla | Oriol Roca Batalla | 1                  | 6           | 4           |  |  | Luke Saville       | Luke Saville       | Luke Saville       | Luke Saville       | 6                  | 3             | 8             |   |   |                    |                    |             |             |             |             |             |  |
|  |                    | Aldin Šetkić       | Aldin Šetkić       | Aldin Šetkić       | Aldin Šetkić       | 6           | 6           |  |  | Aldin Šetkić       | Aldin Šetkić       | Aldin Šetkić       | Aldin Šetkić       | 4                  | 6             | 6             |   |   |                    |                    |             |             |             |             |             |  |
|  | 26                 | Máximo González    | Máximo González    | Máximo González    | Máximo González    | 2           | 3           |  |  |                    |                    |                    |                    |                    |               |               |   |   |                    |                    |             |             |             |             |             |  |

### Sezione 8
|  | Primo turno           | Primo turno           | Primo turno           | Primo turno           | Primo turno  | Primo turno | Primo turno |  |  | Secondo turno         | Secondo turno         | Secondo turno         | Secondo turno         | Secondo turno         | Secondo turno | Secondo turno |   |   | Terzo turno     | Terzo turno     | Terzo turno     | Terzo turno     | Terzo turno | Terzo turno | Terzo turno |  |
|  |                       |                       |                       |                       |              |             |             |  |  |                       |                       |                       |                       |                       |               |               |   |   |                 |                 |                 |                 |             |             |             |  |
|  | 8                     | Thomas Fabbiano       | Thomas Fabbiano       | Thomas Fabbiano       | 6            | 4           | 6           |  |  |                       |                       |                       |                       |                       |               |               |   |   |                 |                 |                 |                 |             |             |             |  |
|  | PR                    | Blaž Kavčič           | Blaž Kavčič           | Blaž Kavčič           | 1            | 6           | 4           |  |  | Thomas Fabbiano       | Thomas Fabbiano       | Thomas Fabbiano       | Thomas Fabbiano       | Thomas Fabbiano       | 6             | 6             |   |   |                 |                 |                 |                 |             |             |             |  |
|  | Rubén Ramírez Hidalgo | Rubén Ramírez Hidalgo | Rubén Ramírez Hidalgo | Rubén Ramírez Hidalgo | 6(1)         | 6           | 6           |  |  | Rubén Ramírez Hidalgo | Rubén Ramírez Hidalgo | Rubén Ramírez Hidalgo | Rubén Ramírez Hidalgo | Rubén Ramírez Hidalgo | 4             | 2             |   |   |                 |                 |                 |                 |             |             |             |  |
|  | Adrian Ungur          | Adrian Ungur          | Adrian Ungur          | Adrian Ungur          | 7            | 4           | 3           |  |  |                       |                       |                       |                       |                       |               |               |   |   | Thomas Fabbiano | Thomas Fabbiano | Thomas Fabbiano | Thomas Fabbiano | 5           | 5           | 4           |  |
|  | Marius Copil          | Marius Copil          | Marius Copil          | Marius Copil          | Marius Copil | 6           | 6           |  |  |                       |                       | Marius Copil          | Marius Copil          | Marius Copil          | Marius Copil  | 7             | 7 | 6 |                 |                 |                 |                 |             |             |             |  |
|  | Wu Di                 | Wu Di                 | Wu Di                 | Wu Di                 | Wu Di        | 1           | 2           |  |  | Marius Copil          | Marius Copil          | Marius Copil          | Marius Copil          | Marius Copil          | 7             | 6             |   |   |                 |                 |                 |                 |             |             |             |  |
|  |                       | James Duckworth       | James Duckworth       | James Duckworth       | 1            | 7           | 3           |  |  | Kenny de Schepper     | Kenny de Schepper     | Kenny de Schepper     | Kenny de Schepper     | Kenny de Schepper     | 5             | 4             |   |   |                 |                 |                 |                 |             |             |             |  |
|  | 25                    | Kenny de Schepper     | Kenny de Schepper     | Kenny de Schepper     | 6            | 65          | 6           |  |  |                       |                       |                       |                       |                       |               |               |   |   |                 |                 |                 |                 |             |             |             |  |

### Sezione 9
|  | Primo turno    | Primo turno      | Primo turno      | Primo turno      | Primo turno      | Primo turno | Primo turno |  |  | Secondo turno   | Secondo turno   | Secondo turno   | Secondo turno   | Secondo turno   | Secondo turno   | Secondo turno |   |    | Terzo turno   | Terzo turno   | Terzo turno   | Terzo turno   | Terzo turno | Terzo turno | Terzo turno |  |
|  |                |                  |                  |                  |                  |             |             |  |  |                 |                 |                 |                 |                 |                 |               |   |    |               |               |               |               |             |             |             |  |
|  | 9              | Igor Sijsling    | Igor Sijsling    | Igor Sijsling    | Igor Sijsling    | 6           | 6           |  |  |                 |                 |                 |                 |                 |                 |               |   |    |               |               |               |               |             |             |             |  |
|  |                | Nils Langer      | Nils Langer      | Nils Langer      | Nils Langer      | 2           | 4           |  |  | Igor Sijsling   | Igor Sijsling   | Igor Sijsling   | Igor Sijsling   | Igor Sijsling   | 6               | 6             |   |    |               |               |               |               |             |             |             |  |
|  | WC             | Daniel Smethurst | Daniel Smethurst | Daniel Smethurst | Daniel Smethurst | 3           | 6           |  |  | Calvin Hemery   | Calvin Hemery   | Calvin Hemery   | Calvin Hemery   | Calvin Hemery   | 1               | 3             |   |    |               |               |               |               |             |             |             |  |
|  |                | Calvin Hemery    | Calvin Hemery    | Calvin Hemery    | Calvin Hemery    | 6           | 7           |  |  |                 |                 |                 |                 |                 |                 |               |   |    | Igor Sijsling | Igor Sijsling | Igor Sijsling | Igor Sijsling | 6           | 6           | 7           |  |
|  | Nicolás Kicker | Nicolás Kicker   | Nicolás Kicker   | Nicolás Kicker   | Nicolás Kicker   | 1           | 3           |  |  |                 |                 | Yannick Mertens | Yannick Mertens | Yannick Mertens | Yannick Mertens | 3             | 2 | 62 |               |               |               |               |             |             |             |  |
|  | Jan Šátral     | Jan Šátral       | Jan Šátral       | Jan Šátral       | Jan Šátral       | 6           | 6           |  |  | Jan Šátral      | Jan Šátral      | Jan Šátral      | Jan Šátral      | Jan Šátral      | 4               | 6(0)          |   |    |               |               |               |               |             |             |             |  |
|  |                | Yannick Mertens  | Yannick Mertens  | Yannick Mertens  | Yannick Mertens  | 6           | 6           |  |  | Yannick Mertens | Yannick Mertens | Yannick Mertens | Yannick Mertens | Yannick Mertens | 6               | 7             |   |    |               |               |               |               |             |             |             |  |
|  | 27             | Guido Andreozzi  | Guido Andreozzi  | Guido Andreozzi  | Guido Andreozzi  | 3           | 4           |  |  |                 |                 |                 |                 |                 |                 |               |   |    |               |               |               |               |             |             |             |  |

### Sezione 10
|  | Primo turno | Primo turno         | Primo turno         | Primo turno         | Primo turno      | Primo turno | Primo turno |  |  | Secondo turno    | Secondo turno    | Secondo turno    | Secondo turno    | Secondo turno   | Secondo turno   | Secondo turno |   |   | Terzo turno   | Terzo turno   | Terzo turno   | Terzo turno   | Terzo turno | Terzo turno | Terzo turno |  |
|  |             |                     |                     |                     |                  |             |             |  |  |                  |                  |                  |                  |                 |                 |               |   |   |               |               |               |               |             |             |             |  |
|  | 10          | Michael Berrer      | Michael Berrer      | Michael Berrer      | 6                | 2           | 6           |  |  |                  |                  |                  |                  |                 |                 |               |   |   |               |               |               |               |             |             |             |  |
|  | PR          | Cedrik-Marcel Stebe | Cedrik-Marcel Stebe | Cedrik-Marcel Stebe | 4                | 6           | 4           |  |  | Michael Berrer   | Michael Berrer   | Michael Berrer   | Michael Berrer   | Michael Berrer  | 0               | 3             |   |   |               |               |               |               |             |             |             |  |
|  | WC          | Edward Corrie       | Edward Corrie       | Edward Corrie       | 6                | 1           | 7           |  |  | Edward Corrie    | Edward Corrie    | Edward Corrie    | Edward Corrie    | Edward Corrie   | 6               | 6             |   |   |               |               |               |               |             |             |             |  |
|  |             | Tommy Paul          | Tommy Paul          | Tommy Paul          | 3                | 6           | 5           |  |  |                  |                  |                  |                  |                 |                 |               |   |   | Edward Corrie | Edward Corrie | Edward Corrie | Edward Corrie | 65          | 64          | 63          |  |
|  |             | André Ghem          | André Ghem          | André Ghem          | André Ghem       | 62          | 4           |  |  |                  |                  | Albano Olivetti  | Albano Olivetti  | Albano Olivetti | Albano Olivetti | 7             | 7 | 7 |               |               |               |               |             |             |             |  |
|  | PR          | Albano Olivetti     | Albano Olivetti     | Albano Olivetti     | Albano Olivetti  | 7           | 6           |  |  | Albano Olivetti  | Albano Olivetti  | Albano Olivetti  | Albano Olivetti  | 6               | 7               | 8             |   |   |               |               |               |               |             |             |             |  |
|  |             | Grégoire Barrère    | Grégoire Barrère    | Grégoire Barrère    | Grégoire Barrère | 6           | 6           |  |  | Grégoire Barrère | Grégoire Barrère | Grégoire Barrère | Grégoire Barrère | 7               | 5               | 6             |   |   |               |               |               |               |             |             |             |  |
|  | 20          | Mirza Bašić         | Mirza Bašić         | Mirza Bašić         | Mirza Bašić      | 3           | 4           |  |  |                  |                  |                  |                  |                 |                 |               |   |   |               |               |               |               |             |             |             |  |

### Sezione 11
|  | Primo turno          | Primo turno          | Primo turno          | Primo turno          | Primo turno          | Primo turno | Primo turno |  |  | Secondo turno       | Secondo turno       | Secondo turno       | Secondo turno       | Secondo turno       | Secondo turno | Secondo turno |   |   | Terzo turno | Terzo turno | Terzo turno | Terzo turno | Terzo turno | Terzo turno | Terzo turno |  |
|  |                      |                      |                      |                      |                      |             |             |  |  |                     |                     |                     |                     |                     |               |               |   |   |             |             |             |             |             |             |             |  |
|  | 11                   | Lukáš Lacko          | Lukáš Lacko          | Lukáš Lacko          | Lukáš Lacko          | 6           | 6           |  |  |                     |                     |                     |                     |                     |               |               |   |   |             |             |             |             |             |             |             |  |
|  |                      | Oleksandr Nedovjesov | Oleksandr Nedovjesov | Oleksandr Nedovjesov | Oleksandr Nedovjesov | 4           | 2           |  |  | Lukáš Lacko         | Lukáš Lacko         | Lukáš Lacko         | Lukáš Lacko         | Lukáš Lacko         | 6             | 6             |   |   |             |             |             |             |             |             |             |  |
|  | Alexandre Sidorenko  | Alexandre Sidorenko  | Alexandre Sidorenko  | Alexandre Sidorenko  | 7                    | 3           | 6           |  |  | Alexandre Sidorenko | Alexandre Sidorenko | Alexandre Sidorenko | Alexandre Sidorenko | Alexandre Sidorenko | 2             | 3             |   |   |             |             |             |             |             |             |             |  |
|  | Federico Gaio        | Federico Gaio        | Federico Gaio        | Federico Gaio        | 6                    | 6           | 3           |  |  |                     |                     |                     |                     |                     |               |               |   |   | Lukáš Lacko | Lukáš Lacko | Lukáš Lacko | 6           | 69          | 6           | 6           |  |
|  | Jordi Samper-Montaña | Jordi Samper-Montaña | Jordi Samper-Montaña | Jordi Samper-Montaña | Jordi Samper-Montaña | 4           | 5           |  |  |                     |                     | Tobias Kamke        | Tobias Kamke        | Tobias Kamke        | 2             | 7             | 2 | 2 |             |             |             |             |             |             |             |  |
|  | Mathias Bourgue      | Mathias Bourgue      | Mathias Bourgue      | Mathias Bourgue      | Mathias Bourgue      | 6           | 7           |  |  | Mathias Bourgue     | Mathias Bourgue     | Mathias Bourgue     | Mathias Bourgue     | Mathias Bourgue     | 4             | 4             |   |   |             |             |             |             |             |             |             |  |
|  |                      | Marko Tepavac        | Marko Tepavac        | Marko Tepavac        | Marko Tepavac        | 63          | 2           |  |  | Tobias Kamke        | Tobias Kamke        | Tobias Kamke        | Tobias Kamke        | Tobias Kamke        | 6             | 6             |   |   |             |             |             |             |             |             |             |  |
|  | 23                   | Tobias Kamke         | Tobias Kamke         | Tobias Kamke         | Tobias Kamke         | 7           | 6           |  |  |                     |                     |                     |                     |                     |               |               |   |   |             |             |             |             |             |             |             |  |

### Sezione 12
|  | Primo turno              | Primo turno              | Primo turno              | Primo turno              | Primo turno             | Primo turno | Primo turno |  |  | Secondo turno            | Secondo turno            | Secondo turno            | Secondo turno            | Secondo turno            | Secondo turno | Secondo turno |   |   | Terzo turno        | Terzo turno        | Terzo turno        | Terzo turno | Terzo turno | Terzo turno | Terzo turno |  |
|  |                          |                          |                          |                          |                         |             |             |  |  |                          |                          |                          |                          |                          |               |               |   |   |                    |                    |                    |             |             |             |             |  |
|  | 12                       | Yoshihito Nishioka       | Yoshihito Nishioka       | Yoshihito Nishioka       | Yoshihito Nishioka      | 6           | 6           |  |  |                          |                          |                          |                          |                          |               |               |   |   |                    |                    |                    |             |             |             |             |  |
|  |                          | Andrej Golubev           | Andrej Golubev           | Andrej Golubev           | Andrej Golubev          | 0           | 4           |  |  | Yoshihito Nishioka       | Yoshihito Nishioka       | Yoshihito Nishioka       | Yoshihito Nishioka       | Yoshihito Nishioka       | 7             | 6             |   |   |                    |                    |                    |             |             |             |             |  |
|  | Norbert Gombos           | Norbert Gombos           | Norbert Gombos           | Norbert Gombos           | 64                      | 7           | 2           |  |  | Frederico Ferreira Silva | Frederico Ferreira Silva | Frederico Ferreira Silva | Frederico Ferreira Silva | Frederico Ferreira Silva | 5             | 4             |   |   |                    |                    |                    |             |             |             |             |  |
|  | Frederico Ferreira Silva | Frederico Ferreira Silva | Frederico Ferreira Silva | Frederico Ferreira Silva | 7                       | 63          | 6           |  |  |                          |                          |                          |                          |                          |               |               |   |   | Yoshihito Nishioka | Yoshihito Nishioka | Yoshihito Nishioka | 7           | 4           | 6           | 6           |  |
|  | Dmitry Popko             | Dmitry Popko             | Dmitry Popko             | Dmitry Popko             | Dmitry Popko            | 2           | 5           |  |  |                          |                          | Quentin Halys            | Quentin Halys            | Quentin Halys            | 6(1)          | 6             | 2 | 3 |                    |                    |                    |             |             |             |             |  |
|  | Li Zhe                   | Li Zhe                   | Li Zhe                   | Li Zhe                   | Li Zhe                  | 6           | 7           |  |  | Li Zhe                   | Li Zhe                   | Li Zhe                   | Li Zhe                   | Li Zhe                   | 65            | 4             |   |   |                    |                    |                    |             |             |             |             |  |
|  |                          | Hans Podlipnik-Castillo  | Hans Podlipnik-Castillo  | Hans Podlipnik-Castillo  | Hans Podlipnik-Castillo | 0           | 1           |  |  | Quentin Halys            | Quentin Halys            | Quentin Halys            | Quentin Halys            | Quentin Halys            | 7             | 6             |   |   |                    |                    |                    |             |             |             |             |  |
|  | 29                       | Quentin Halys            | Quentin Halys            | Quentin Halys            | Quentin Halys           | 6           | 6           |  |  |                          |                          |                          |                          |                          |               |               |   |   |                    |                    |                    |             |             |             |             |  |

### Sezione 13
|  | Primo turno      | Primo turno             | Primo turno             | Primo turno             | Primo turno             | Primo turno | Primo turno |  |  | Secondo turno           | Secondo turno           | Secondo turno           | Secondo turno           | Secondo turno           | Secondo turno | Secondo turno |   |   | Terzo turno   | Terzo turno   | Terzo turno   | Terzo turno | Terzo turno | Terzo turno | Terzo turno |  |
|  |                  |                         |                         |                         |                         |             |             |  |  |                         |                         |                         |                         |                         |               |               |   |   |               |               |               |             |             |             |             |  |
|  | 13               | Gerald Melzer           | Gerald Melzer           | Gerald Melzer           | 5                       | 6           | 6           |  |  |                         |                         |                         |                         |                         |               |               |   |   |               |               |               |             |             |             |             |  |
|  |                  | Steven Diez             | Steven Diez             | Steven Diez             | 7                       | 3           | 3           |  |  | Gerald Melzer           | Gerald Melzer           | Gerald Melzer           | Gerald Melzer           | 2                       | 6             | 6             |   |   |               |               |               |             |             |             |             |  |
|  | Andrea Arnaboldi | Andrea Arnaboldi        | Andrea Arnaboldi        | Andrea Arnaboldi        | 4                       | 7           | 3           |  |  | Gō Soeda                | Gō Soeda                | Gō Soeda                | Gō Soeda                | 6                       | 2             | 3             |   |   |               |               |               |             |             |             |             |  |
|  | Gō Soeda         | Gō Soeda                | Gō Soeda                | Gō Soeda                | 6                       | 62          | 6           |  |  |                         |                         |                         |                         |                         |               |               |   |   | Gerald Melzer | Gerald Melzer | Gerald Melzer | 6           | 1           | 4           | 4           |  |
|  | Franko Škugor    | Franko Škugor           | Franko Škugor           | Franko Škugor           | Franko Škugor           | 6           | 6           |  |  |                         |                         | Franko Škugor           | Franko Škugor           | Franko Škugor           | 4             | 6             | 6 | 6 |               |               |               |             |             |             |             |  |
|  | Peđa Krstin      | Peđa Krstin             | Peđa Krstin             | Peđa Krstin             | Peđa Krstin             | 2           | 4           |  |  | Franko Škugor           | Franko Škugor           | Franko Škugor           | Franko Škugor           | Franko Škugor           | 7             | 6             |   |   |               |               |               |             |             |             |             |  |
|  |                  | Marsel İlhan            | Marsel İlhan            | Marsel İlhan            | Marsel İlhan            | 3           | 4           |  |  | Daniel Muñoz de la Nava | Daniel Muñoz de la Nava | Daniel Muñoz de la Nava | Daniel Muñoz de la Nava | Daniel Muñoz de la Nava | 64            | 2             |   |   |               |               |               |             |             |             |             |  |
|  | 17               | Daniel Muñoz de la Nava | Daniel Muñoz de la Nava | Daniel Muñoz de la Nava | Daniel Muñoz de la Nava | 6           | 6           |  |  |                         |                         |                         |                         |                         |               |               |   |   |               |               |               |             |             |             |             |  |

### Sezione 14
|  | Primo turno       | Primo turno       | Primo turno       | Primo turno       | Primo turno     | Primo turno | Primo turno |  |  | Secondo turno     | Secondo turno     | Secondo turno     | Secondo turno     | Secondo turno  | Secondo turno | Secondo turno |   |   | Terzo turno   | Terzo turno   | Terzo turno   | Terzo turno | Terzo turno | Terzo turno | Terzo turno |  |
|  |                   |                   |                   |                   |                 |             |             |  |  |                   |                   |                   |                   |                |               |               |   |   |               |               |               |             |             |             |             |  |
|  | 14                | Tim Smyczek       | Tim Smyczek       | Tim Smyczek       | Tim Smyczek     | 7           | 6           |  |  |                   |                   |                   |                   |                |               |               |   |   |               |               |               |             |             |             |             |  |
|  |                   | Il'ja Ivaška      | Il'ja Ivaška      | Il'ja Ivaška      | Il'ja Ivaška    | 63          | 2           |  |  | Tim Smyczek       | Tim Smyczek       | Tim Smyczek       | Tim Smyczek       | 1              | 6             | 4             |   |   |               |               |               |             |             |             |             |  |
|  | Farrukh Dustov    | Farrukh Dustov    | Farrukh Dustov    | Farrukh Dustov    | Farrukh Dustov  | 2           | 3           |  |  | Hiroki Moriya     | Hiroki Moriya     | Hiroki Moriya     | Hiroki Moriya     | 6              | 3             | 6             |   |   |               |               |               |             |             |             |             |  |
|  | Hiroki Moriya     | Hiroki Moriya     | Hiroki Moriya     | Hiroki Moriya     | Hiroki Moriya   | 6           | 6           |  |  |                   |                   |                   |                   |                |               |               |   |   | Hiroki Moriya | Hiroki Moriya | Hiroki Moriya | 6           | 2           | 3           | 2           |  |
|  | Uladzimir Ihnacik | Uladzimir Ihnacik | Uladzimir Ihnacik | Uladzimir Ihnacik | 6               | 3           | 6           |  |  |                   |                   | Dennis Novikov    | Dennis Novikov    | Dennis Novikov | 2             | 6             | 6 | 6 |               |               |               |             |             |             |             |  |
|  | Renzo Olivo       | Renzo Olivo       | Renzo Olivo       | Renzo Olivo       | 4               | 6           | 2           |  |  | Uladzimir Ihnacik | Uladzimir Ihnacik | Uladzimir Ihnacik | Uladzimir Ihnacik | 6              | 63            | 8             |   |   |               |               |               |             |             |             |             |  |
|  | WC                | Lloyd Glasspool   | Lloyd Glasspool   | Lloyd Glasspool   | Lloyd Glasspool | 2           | 5           |  |  | Dennis Novikov    | Dennis Novikov    | Dennis Novikov    | Dennis Novikov    | 2              | 7             | 8             |   |   |               |               |               |             |             |             |             |  |
|  | 28                | Dennis Novikov    | Dennis Novikov    | Dennis Novikov    | Dennis Novikov  | 6           | 7           |  |  |                   |                   |                   |                   |                |               |               |   |   |               |               |               |             |             |             |             |  |

### Sezione 15
|  | Primo turno      | Primo turno      | Primo turno      | Primo turno      | Primo turno      | Primo turno | Primo turno |  |  | Secondo turno   | Secondo turno   | Secondo turno   | Secondo turno   | Secondo turno | Secondo turno | Secondo turno |   |   | Terzo turno | Terzo turno | Terzo turno | Terzo turno | Terzo turno | Terzo turno | Terzo turno |  |
|  |                  |                  |                  |                  |                  |             |             |  |  |                 |                 |                 |                 |               |               |               |   |   |             |             |             |             |             |             |             |  |
|  | 15               | Radu Albot       | Radu Albot       | Radu Albot       | Radu Albot       | 6           | 6           |  |  |                 |                 |                 |                 |               |               |               |   |   |             |             |             |             |             |             |             |  |
|  |                  | Guilherme Clezar | Guilherme Clezar | Guilherme Clezar | Guilherme Clezar | 3           | 3           |  |  | Radu Albot      | Radu Albot      | Radu Albot      | Radu Albot      | Radu Albot    | 6             | 7             |   |   |             |             |             |             |             |             |             |  |
|  | David Guez       | David Guez       | David Guez       | David Guez       | David Guez       | 6           | 7           |  |  | David Guez      | David Guez      | David Guez      | David Guez      | David Guez    | 4             | 62            |   |   |             |             |             |             |             |             |             |  |
|  | Frances Tiafoe   | Frances Tiafoe   | Frances Tiafoe   | Frances Tiafoe   | Frances Tiafoe   | 3           | 5           |  |  |                 |                 |                 |                 |               |               |               |   |   | Radu Albot  | Radu Albot  | Radu Albot  | 4           | 7           | 6           | 6           |  |
|  | Alejandro Falla  | Alejandro Falla  | Alejandro Falla  | Alejandro Falla  | Alejandro Falla  | 7           | 6           |  |  |                 |                 | Jozef Kovalík   | Jozef Kovalík   | Jozef Kovalík | 6             | 6(0)          | 1 | 3 |             |             |             |             |             |             |             |  |
|  | Salvatore Caruso | Salvatore Caruso | Salvatore Caruso | Salvatore Caruso | Salvatore Caruso | 67          | 1           |  |  | Alejandro Falla | Alejandro Falla | Alejandro Falla | Alejandro Falla | 3             | 7             | 11            |   |   |             |             |             |             |             |             |             |  |
|  |                  | Facundo Argüello | Facundo Argüello | Facundo Argüello | Facundo Argüello | 3           | 2           |  |  | Jozef Kovalík   | Jozef Kovalík   | Jozef Kovalík   | Jozef Kovalík   | 6             | 65            | 13            |   |   |             |             |             |             |             |             |             |  |
|  | 19               | Jozef Kovalík    | Jozef Kovalík    | Jozef Kovalík    | Jozef Kovalík    | 6           | 6           |  |  |                 |                 |                 |                 |               |               |               |   |   |             |             |             |             |             |             |             |  |

### Sezione 16
|  | Primo turno            | Primo turno            | Primo turno            | Primo turno            | Primo turno            | Primo turno | Primo turno |  |  | Secondo turno          | Secondo turno          | Secondo turno          | Secondo turno          | Secondo turno          | Secondo turno | Secondo turno |   |   | Terzo turno  | Terzo turno  | Terzo turno  | Terzo turno | Terzo turno | Terzo turno | Terzo turno |  |
|  |                        |                        |                        |                        |                        |             |             |  |  |                        |                        |                        |                        |                        |               |               |   |   |              |              |              |             |             |             |             |  |
|  | 16                     | Thiemo de Bakker       | Thiemo de Bakker       | Thiemo de Bakker       | Thiemo de Bakker       | 1           | 2           |  |  |                        |                        |                        |                        |                        |               |               |   |   |              |              |              |             |             |             |             |  |
|  | WC                     | Daniel Cox             | Daniel Cox             | Daniel Cox             | Daniel Cox             | 6           | 6           |  |  | Daniel Cox             | Daniel Cox             | Daniel Cox             | Daniel Cox             | Daniel Cox             | 3             | 5             |   |   |              |              |              |             |             |             |             |  |
|  | Dennis Novak           | Dennis Novak           | Dennis Novak           | Dennis Novak           | Dennis Novak           | 6           | 6           |  |  | Dennis Novak           | Dennis Novak           | Dennis Novak           | Dennis Novak           | Dennis Novak           | 6             | 7             |   |   |              |              |              |             |             |             |             |  |
|  | Zhang Ze               | Zhang Ze               | Zhang Ze               | Zhang Ze               | Zhang Ze               | 4           | 2           |  |  |                        |                        |                        |                        |                        |               |               |   |   | Dennis Novak | Dennis Novak | Dennis Novak | 6           | 5           | 65          | 4           |  |
|  | Eduardo Struvay        | Eduardo Struvay        | Eduardo Struvay        | Eduardo Struvay        | Eduardo Struvay        | 4           | 3           |  |  |                        |                        | Édouard Roger-Vasselin | Édouard Roger-Vasselin | Édouard Roger-Vasselin | 2             | 7             | 7 | 6 |              |              |              |             |             |             |             |  |
|  | Édouard Roger-Vasselin | Édouard Roger-Vasselin | Édouard Roger-Vasselin | Édouard Roger-Vasselin | Édouard Roger-Vasselin | 6           | 6           |  |  | Édouard Roger-Vasselin | Édouard Roger-Vasselin | Édouard Roger-Vasselin | Édouard Roger-Vasselin | Édouard Roger-Vasselin | 6             | 7             |   |   |              |              |              |             |             |             |             |  |
|  | PR                     | Julian Reister         | Julian Reister         | Julian Reister         | Julian Reister         | 6           | 6           |  |  | Julian Reister         | Julian Reister         | Julian Reister         | Julian Reister         | Julian Reister         | 1             | 63            |   |   |              |              |              |             |             |             |             |  |
|  | 18                     | Thiago Monteiro        | Thiago Monteiro        | Thiago Monteiro        | Thiago Monteiro        | 0           | 4           |  |  |                        |                        |                        |                        |                        |               |               |   |   |              |              |              |             |             |             |             |  |